# All My Demons Greeting Me as a Friend
All My Demons Greeting Me as a Friend è il primo album in studio della cantante norvegese Aurora, pubblicato l'11 marzo 2016.

## Tematiche
Solamente i testi di Runaway e Lucky sono autobiografici, mentre gli altri non parlano di Aurora. Le tematiche trattati nei vari brani dell'album sono per lo più relativi alla necessità di trovare una luce nei momenti più buio e di liberarsi dalla tristezza, dalla depressione e della paura derivate dalle difficoltà della vita. Alcuni testi parlano inoltre di fratellanza fra esseri umani, della ricerca dell'amore, di quanto sia importante non sacrificare se sacrificare troppo se stessi per gli altri, di autoaccettazione, di comunione con la natura, del preservare la propria innocenza e il proprio senso di stupore nei confronti del mondo.
É interessante notare come nell'album non sia compresa la canzone che ne costituisce il titolo: All My Demons (Greeting Me as a Friend), appunto, presente invece on line solo in versioni registrate durante concerti o sessioni strumentali.

## Tracce
Testi di Aurora.
1. Runaway – 4:10 (musica: Aurora, Magnus Åserud Skylstad)
2. Conqueror – 3:27 (musica: Aurora, Skylstad, Geir Luedy, Odd Martin Skålnes, Skylstad)
3. Running with the Wolves – 3:12 (musica: Aurora, Michelle Leonard, Nicolas Rebscher)
4. Lucky – 4:04 (musica: Aurora, Skålnes)
5. Winter Bird – 4:07 (musica: Aurora, Jonny Wright)
6. I Went Too Far – 3:27 (musica: Aurora, Skylstad, Skålnes)
7. Through the Eyes of a Child – 4:34 (musica: Aurora, Leonard, Alf Helge Lund Godbolt)
8. Warrior – 3:43 (musica: Aurora, Leonard, Skylstad, Alex Knolle, Janis Liphard)
9. Murder Song (5, 4, 3, 2, 1) – 3:20 (musica: Aurora, Skålnes)
10. Home – 3:32 (musica: Aurora, Ian Griffiths, Tom Griffiths, Jochen Schmalbach, Simon Triebel, Tom Hull)
11. Under The Water – 4:24 (musica: Aurora, Electric)
12. Black Water Lilies – 4:42 (musica: Aurora, Skålnes, Skylstad)

Tracce bonus nell'edizione deluxe
1. Half the World Away (cover degli Oasis) – 3:18 (Noel Gallagher)
2. Murder Song (5, 4, 3, 2,1) (Acoustic) – 3:38 (musica: Aurora, Skålnes, Skylstad)
3. Nature Boy (cover di Eden Ahbez) – 2:59 (Ahbez)
4. Wisdom Cries – 4:07 (musica: Aurora, Leonard, Rebscher)
5. Running with the Wolves (Pablo Nouvelle remix) – 3:50 (musica: Aurora, Leonard, Rebscher, Nouvelle)

## Formazione
- Aurora – voce, pianoforte (tracce 1, 6, 7 e 12), sintetizzatore (traccia 1)
- Odd Martin Skålnes – basso, chitarra acustica (tracce 14 e 15), percussioni, sintetizzatore (tracce 1, 5, 6, 7, 8, 9 e 12), pianoforte (tracce 10 e 13), programmazione (tracce 2, 4, 5, 6, 11, 12 e 13)
- Magnus Åserud Skylstad – batteria, percussioni, sintetizzatore (tracce 1, 4, 7 e 8), pianoforte (traccia 2)
- Royal Philharmonic Orchestra – orchestra (traccia 13)
- Silja Sol – sintetizzatore, voci di sottofondo
- Ida Myking – voci di sottofondo
- Selma Frida Stang – sintetizzatore
- Alf Lund Godbolt – sintetizzatore (tracce 2 e 4), pianoforte
- Nicolas Rebscher – sintetizzatore e programmazione (traccia 3)
- Pete Davis – sintetizzatore (tracce 2, 6 e 8)
- Jeremy Wheatley – programmazione (tracce 2, 6 e 8)
- Øystein Skar – sintetizzatore (traccia 10)
- Askjell Solstrand – organo Wurlitzer (traccia 13)
- Michelle Leonard – sintetizzatore (traccia 16)
- Nicolas Rebscher – sintetizzatore (traccia 16)
- Matias Monsen – violoncello (traccia 15)
- Edvard Erfjord – programmazione (traccia 11)
- Henrik Michelsen – programmazione (traccia 11)
- Alf Lund Godbolt – programmazione (traccia 7)
- Geoff Lawson – direzione dell'orchestra

Produzione
- Odd Martin Skålnes – produzione, missaggio (tracce 1, 2, 3, 4, 7, 10, 12, 14, 15 e 16)
- Magnus Åserud Skylstad – produzione, missaggio (tracce 1, 2, 3, 4, 7, 10, 12, 14, 15 e 16)
- Aurora – produzione
- Jeremy Wheatley – produzione e missaggio (tracce 2, 6 e 8)
- Electric – produzione (traccia 11)
- Askjell Solstrand – produzione (traccia 15)
- Neil Comber – missaggio (tracce 4, 5, 9 e 11)
- Alex Wharton – mastering
- Jane Long – direzione artistica, grafiche, design
- Knut Skylstad – fotografia
- Bent Rene Synnevag – fotografia

## Classifiche
| Classifica (2016) | Posizione massima |
| ----------------- | ----------------- |
| Australia         | 51                |
| Austria           | 50                |
| Belgio (Fiandre)  | 40                |
| Belgio (Vallonia) | 95                |
| Canada            | 43                |
| Germania          | 24                |
| Irlanda           | 66                |
| Norvegia          | 1                 |
| Paesi Bassi       | 17                |
| Regno Unito       | 28                |
| Svizzera          | 41                |
| Stati Uniti       | 150               |